# Luis Delgado (musicien)
Luis Delgado (né le 16 juillet 1956 à Madrid) est un compositeur de musique classique espagnol, créant une musique qui contient des éléments andalous, orientaux et modernes. 

## Biographie
En tant qu'interprète, Luis Delgado est joueur de luth, derbouka parmi d'autres instruments. 
Luis Delgado est notamment connu pour El sueno de Al-Zaqqaq, un recueil de poèmes d'Ibn al-Zaqqaq qu'il a mis en musique. 
Il joue en soliste mais également dans plusieurs ensembles, comme l'Ensemble Ibn Báya, Atrium Musicae de Madrid, La Musgaña (en). Par ailleurs, il collabore régulièrement avec l'ensemble français de musique médiévale Le Tre Fontane.
Il est compositeur permanent au Planétarium de Madrid.